# Fuentes de Año (kommunhuvudort)
Fuentes de Año är en kommunhuvudort i Spanien.   Den ligger i provinsen Provincia de Ávila och regionen Kastilien och Leon, i den centrala delen av landet, 120 km nordväst om huvudstaden Madrid. Fuentes de Año ligger 824 meter över havet och antalet invånare är 173.
Terrängen runt Fuentes de Año är platt. Runt Fuentes de Año är det glesbefolkat, med 10 invånare per kvadratkilometer. Närmaste större samhälle är Arévalo, 15,8 km öster om Fuentes de Año. Trakten runt Fuentes de Año består till största delen av jordbruksmark.